# La felicità/Ci vuole così poco
La felicità/Ci vuole così poco è un 45 giri della cantante italiana Iva Zanicchi, pubblicato nel 1968.

## Tracce
Lato A
- La felicità - 2:56 - (P. Franco - P. Ortega)

Lato B
- Ci vuole così poco - 3:05 - (Pallavicini - Francesio)